# Monument familie Lever
Het Monument voor de familie Lever is een oorlogsmonument in de stad Sneek ter herinnering aan de familie Lever.
Het monument bevindt zich op het graf van Jan Lever op de Algemene Begraafplaats in Sneek. De familie Lever was tijdens de Tweede Wereldoorlog zeer actief in het verzet. Tijdens de oorlog richtte de familie samen met medestanders de Groep Lever op.
Op het monument staan de volgende teksten:
Op de pilaar
FALLEN
YN'E
STRIID
TSJIN
UN-
RJOCHT
EN
SLAVER
NIJ - DAT
WY YN
FREDE
FOAR
RJOCHT
EN
FRIJDOM
WEITSJE
Op de gedenkplaat
HENDRIK JAKOB LEVER

GEBOREN 16 JUNI 1891 TE GRONINGEN

OVERLEDEN 8 MAART 1945 TE DACHAU

JAN LEVER

GEBOREN 11 AUGUSTUS 1922 TE GRONIN-

GEN, OVERLEDEN 21 JULI 1944 TE EENUM

HENDRIK JAKOB LEVER

GEBOREN 26 DECEMBER 1923 TE GRONIN-

EN, OVERLEDEN 18 AUG. 1944 TE VUGHT.

IK HEB DEN GOEDEN

STRIJD GESTREDEN, IK

HEB DEN LOOP GEËIN-

DIGD, IK HEB HET GE-

LOOF BEHOUDEN. VOORTS

IS MIJ WEGGELEGD DE

KROON DER RECHT-

VAARDIGHEID / 2 TIMO

THEUS 4, VERZEN 7 EN 8A
Ook in de Zuiderkerk en in hun voormalig woonhuis aan het Kleinzand, nu onderdeel van het Fries Scheepvaart Museum, bevindt zich een herdenkingsplaquette ter nagedachtenis aan de familie.
De tekst op de zuil kan je vertalen als: "Gevallen in de strijd tegen onrecht en slavernij. Dat wij in vrede voor recht en vrijheid waken."